# Пролонгований статевий акт
Під пролонгованим статевим актом мають на увазі довільно затягнений коїтус. Тривалість одноразового статевого акту часто буває вельми велика, це приводить до функціонального виснаження спинальних центрів ерекції і еякуляції, що, у свою чергу, може викликати імпотенцію.[джерело?] В результаті з'являються нервово-трофічні зміни в статевих органах чоловіків через недостатній і украй повільний відтік крові з них, що веде до застійної гіперемії в передміхуровій залозі.[джерело?] Утворюється конгестивний простатит.[джерело?] Насінний горбок з тієї ж причини може стати набряклим і гіперемірованим, збільшеним в розмірі.[джерело?] Слизова оболонка задньої уретри також гіперемірована і набрякла.[джерело?]

## Затягування статевого акту
Затягування статевого акту перериванням фрікцій може привести до атонії простати, яка викликає простаторею, сперматорею і, унаслідок атонії мускулатури проток передміхурової залози, що викидають, неповне їх замикання.[джерело?] Це обумовлює виникнення однієї з форм імпотенції, а у деяких осіб — патологічні полюції і навіть нетримання сечі.

## Зміни в статевих органах
Подібні зміни в статевих органах чоловіків можуть бути результатом тривалого статевого перезбудження і тривалих ерекцій без подальших статевих зносин і так званого вульгарного статевого акту[джерело?] — фрікцій статевого члена  inter labiae feminae . Так само шкідливо діє і  coitus incompletus  — неповний статевий акт, коли статеві зносини умисне не доводяться до сім'явиверження.

## Основна шкода перерваного і пролонгованого статевого акту
Основна шкода перерваного і пролонгованого статевого акту, а також інших ненормальних статевих актів (вульгарного, неповного) полягає в тому, що за великим числом ерекцій не наступають еякуляції і оргазм, після тривалого збудження не відбувається сім'явиверження, що викликає нервово-трофічні зміни в статевих органах, виснаження спінальних центрів, веде до згасання кіркових умовно-рефлекторних механізмів.[джерело?] Ці зміни можуть викликати статеві розлади.